# Raión de Lozova
Raión de Lozová (en ucraniano: Лозівськи́й райо́н) es un raión o distrito de Ucrania en el óblast de Járkov. La capital es la ciudad de Lozová.
Comprende una superficie de 4027,1 km².

## Demografía
Según estimación 2010 contaba con una población total de 31181 habitantes.

## Otros datos
El código KOATUU fue 6323900000. El código postal 64610 y el prefijo telefónico +380 5745.